# Botschafter Sarek
Botschafter Sarek (Originaltitel: Sarek) ist die 23. Folge der dritten Staffel der US-amerikanischen Science-Fiction-Fernsehserie Raumschiff Enterprise – Das nächste Jahrhundert. Sie wurde in den Vereinigten Staaten über Syndication vermarktet und erstmals am 14. Mai 1990 auf verschiedenen Fernsehsendern ausgestrahlt. In Deutschland war sie zum ersten Mal am 5. August 1993 in einer synchronisierten Fassung im ZDF zu sehen.

## Handlung
Im Jahr 2366 bei Sternzeit 43917.4 soll auf der Enterprise eine wichtige Konferenz abgehalten werden. Der vulkanische Botschafter Sarek, einer der bedeutendsten Diplomaten der Föderation, soll hier einen Vertrag mit einer Delegation der Legaraner schließen. Das Treffen wurde von Sarek 93 Jahre lang vorbereitet und soll den krönenden Abschluss seiner Karriere bilden. Zunächst beamen sein Stabschef Ki Mendrossen und sein Assistent Sakkath an Bord. Sie erklären, dass Sarek aufgrund seines Alters von über 200 Jahren viel Ruhe braucht und sich umgehend in sein Quartier zurückziehen wird. Als Sarek jedoch mit seiner Frau Perrin den beiden nachfolgt, besteht er darauf, sich sogleich an die Arbeit zu machen und den Konferenzraum zu inspizieren.
Sarek findet den Raum zu hell und äußert sein Missfallen in einem für einen Vulkanier ungewöhnlich aufgebrachten Tonfall. Nachdem er schließlich doch sein Quartier aufgesucht hat, lädt Captain Picard Perrin zu einem Mozart-Konzert ein, das zu Ehren des Botschafters gegeben wird, und drückt seine Hoffnung aus, dass auch Sarek erscheinen wird. Währenddessen führen Chefingenieur La Forge und Fähnrich Wesley Crusher letzte Arbeiten im Konferenzraum aus. Wesley ist etwas ungeduldig, da er eine Verabredung hat, und die beiden geraten darüber in einen unerwartet heftigen Streit, der erst endet, als er erste Offizier Riker eintrifft. Riker kommen noch weitere Vorfälle dieser Art zu Ohren, doch bevor er mit Picard darüber sprechen kann, beginnt das Konzert. Sarek, seine Frau und sein Stab nehmen daran teil. Picard stellt erstaunt fest, dass Sarek von einem der Musikstücke zu Tränen gerührt wird – für einen Vulkanier ein äußerst ungewöhnliches Vorkommnis, da dieses Volk seine Emotionen für gewöhnlich extrem stark kontrolliert.
Etwas später befragt Sakkath den zweiten Offizier Data zu den diplomatischen Fähigkeiten Picards. Als Data den Grund für seine Fragen wissen möchte, behauptet Sakkath, er spiele nur hypothetische Szenarien durch. Unterdessen kommt es zu weiteren Ausbrüchen unerklärlicher Aggression unter den Besatzungsmitgliedern der Enterprise, die schließlich in einer Massenschlägerei in der Bar „Zehn Vorne“ gipfeln. Counselor Troi und Schiffsärztin Beverly Crusher vermuten einen Zusammenhang mit Sareks emotionalem Ausbruch während des Konzerts. Sie befürchten, dass er am Bendii-Syndrom leidet, einer seltenen Krankheit, die sehr alte Vulkanier befällt. Sie verlieren dadurch ihre emotionale Kontrolle und projizieren ihre Gefühle unbewusst auf telepathischem Weg auf die Personen in ihrer Umgebung. Mit dieser Vermutung konfrontiert, streitet Mendrossen eine Erkrankung Sareks vehement ab. Sakkath muss jedoch zugeben, dass er seine eigenen mentalen Kräfte genutzt hat, um Sareks Geisteszustand zu stabilisieren, doch durch die großen Anstrengungen Sareks in den letzten Tagen sei er nun an die Grenzen seiner Möglichkeiten gelangt. Sarek selbst hört Picard zunächst aufmerksam an, als der ihn über Dr. Crushers Vermutung informiert, und ist bereit, sich einem medizinischen Test zu unterziehen. Dessen Auswertung dauert allerdings einige Tage, weshalb Picard ihn bittet, das Treffen mit den Legaranern zu verschieben. Das lehnt Sarek allerdings ab. Er meint, die Legaraner würden ausschließlich mit ihm verhandeln und das Treffen müsse exakt wie geplant stattfinden. Picard lässt nicht locker und meint, Sarek selbst habe gesagt, dass es immer andere Möglichkeiten gäbe. Als er fragt, ob es logisch für einen Vulkanier wäre, zu weinen, redet Sarek den Vorfall zunächst herunter, wird aber immer aufgewühlter und wirft Picard schließlich voller Wut vor, ihn diskreditieren zu wollen. Schlussendlich zeigt ihm dieser erneute emotionale Ausbruch jedoch, dass Picards Bedenken berechtigt sind.
Schließlich kommt Perrin eine Idee, die vielleicht helfen könnte, Picard aber viel abverlangen würde. Sarek und er sollen eine Gedankenverschmelzung durchführen. Dadurch würde Sarek für eine Weile Picards emotionale Stabilität erlangen, während dessen unkontrollierte Gefühle auf Picard übergehen. Picard ist einverstanden, doch Sarek zögert, denn er fürchtet, dass seine Gefühle Picard überwältigen könnten. Dennoch bleibt ihnen keine Wahl, als die Verschmelzung durchzuführen. Sareks Sorgen erweisen sich als berechtigt. Während er nun wieder seine innere Ruhe findet und die Verhandlungen zu einem erfolgreichen Abschluss bringt, durchleidet Picard emotionale Qualen. Insbesondere schmerzt ihn Sareks tiefes Bedauern darüber, dass er nie imstande war, Perrin, seiner ersten Frau Amanda und seinem Sohn Spock seine wahren Gefühle für sie mitzuteilen. Schließlich wird die Verbindung zwischen Sarek und Picard wieder gelöst, doch jeder wird von nun an einen Teil des anderen in sich tragen. Die beiden verabschieden sich und Sarek tritt mit seinen Begleitern die Heimreise an.

## Verbindungen zu anderen Star-Trek-Produktionen
In Botschafter Sarek wird auf einige frühere Star-Trek-Produktionen Bezug genommen:
- Die Figur des Botschafters Sarek wurde in der Folge Reise nach Babel der Originalserie Raumschiff Enterprise aus dem Jahr 1966 eingeführt. Mark Lenard hatte Sarek vor Erscheinen der Folge Botschafter Sarek außerdem noch in Folge 1.02 (Das Zeitportal) der Zeichentrickserie Die Enterprise und in zwei Spielfilmen verkörpert.
- Die Erwähnung von Sareks Beitrag zur Aufnahme des Planeten Coridan in die Föderation ist eine direkte Referenz auf die Ereignisse in Reise nach Babel.
- Der emotionale Zusammenbruch, den Picard nach der Gedankenverschmelzung mit Sarek erlebt, orientiert sich sehr stark an dem Zusammenbruch von Spock in der Folge Implosion in der Spirale von Raumschiff Enterprise.
- Wesley macht hier eine Anspielung auf La Forges Verliebtheit in die holografische Nachbildung von Leah Brahms in Folge 3.06 (Die Energiefalle) von Raumschiff Enterprise – Das nächste Jahrhundert.

Einige Elemente aus dieser Folge wurden in späteren Star-Trek-Produktionen wieder aufgegriffen:
- In Folge 5.07 (Wiedervereinigung? Teil I) von Raumschiff Enterprise – Das nächste Jahrhundert aus dem Jahr 1991 treffen Sarek und Picard erneut aufeinander.
- Dass die Erkrankung einer Person mit telepathischen Fähigkeiten Verhaltensänderungen bei anderen Personen hervorruft, ist ebenfalls die Handlungsgrundlage der Folge 3.10 (Das Festival) von Star Trek: Deep Space Nine aus dem Jahr 1994 und der Folge 4.05 (Empathische Irrtümer) von Star Trek: Lower Decks aus dem Jahr 2023.
- Im Spielfilm Star Trek von 2009 werden einige Aussagen von Sarek aus dieser Folge von seinem Gegenstück in der alternativen Zeitlinie (gespielt von Ben Cross) wiederholt, darunter ein Dialog mit Sakkath (der im Film mit Spock stattfindet) und sein Bedauern, seiner Frau Amanda nie gesagt zu haben, wie sehr er sie liebt.

## Produktion

### Drehbuch
Die ursprüngliche Idee zu dieser Folge stammte von dem Autorenduo Mark Cushman und Jake Jacobs. Sie wurde von Peter S. Beagle zunächst noch einmal überarbeitet und anschließend zu einem Drehbuch adaptiert. Statt mit den üblichen Formulierungen „Story By“ und „Teleplay By“ sind Cushman und Jacobs in den Credits der Folge mit der eher ungewöhnlichen Formulierung „From an Unpublished Story By“ („nach einer unveröffentlichten Geschichte von“) und Beagle mit der Formulierung „Television Story and Teleplay By“ aufgeführt. Auch Ira Steven Behr und Ronald D. Moore nahmen erhebliche Bearbeitungen am Drehbuch vor, erhielten dafür aber keine Nennung in den Credits.
In der ursprünglichen Geschichte sollte eine bislang noch nicht verwendete Figur als erkrankter Botschafter auftreten. Das Produktionsteam wollte der Geschichte aber mehr Gravitas verleihen, indem daraus eine sehr bedeutende Persönlichkeit der Föderation oder des Sternenflottenkommandos werden sollte. Zudem sollte noch ein Science-Fiction-Element eingebaut werden. Jemand kam auf die Idee, dass ein Vulkanier gut passen würde, der mit seinen telepathischen Fähigkeiten andere Personen beeinflussen könne. Von da war es nur noch ein kurzer gedanklicher Sprung zu Sarek.
Star-Trek-Schöpfer Gene Roddenberry war zunächst unsicher, ob eine Figur aus der ursprünglichen Serie eine tragende Rolle in Raumschiff Enterprise – Das nächste Jahrhundert übernehmen sollte. Er ließ Mark Cushman daher zwei Drehbuchentwürfe schreiben, einen mit Sarek und einen mit einem anderen Vulkanier. Nach einer Weile entschied sich Roddenberry, dass die Serie Raumschiff Enterprise – Das nächste Jahrhundert mittlerweile weit genug gereift sei für einen Auftritt von Sarek.
Showrunner Michael Piller empfand die Geschichte auch als eine Referenz auf den geistigen Verfall von Gene Roddenberry, der etwa zur Produktionszeit der Folge Botschafter Sarek begann.

### Darsteller
Mit Mark Lenard als Sarek nahm erstmals ein Darsteller aus der Vorgängerserie Raumschiff Enterprise seine damalige Figur für einen größeren Auftritt in Raumschiff Enterprise – Das nächste Jahrhundert wieder auf. Zuvor hatte lediglich DeForest Kelley im Pilotfilm Der Mächtige / Mission Farpoint in einem kurzen Cameo-Auftritt noch einmal Dr. McCoy verkörpert. In Folge 5.07 (Wiedervereinigung? Teil I) von Raumschiff Enterprise – Das nächste Jahrhundert spielte Lenard noch einmal Botschafter Sarek. Lenard hatte zuvor außerdem den romulanischen Kommandanten in der Raumschiff-Enterprise-Folge Spock unter Verdacht und den klingonischen Captain in Star Trek: Der Film gespielt.
Joanna Miles, die Sareks Ehefrau Perrin spielt, hatte zuvor bereits einen Gastauftritt in der Western-Serie Die Küste der Ganoven, in der Captain-Kirk-Darsteller William Shatner eine Hauptrolle spielte. Miles spielte Perrin noch einmal in Folge 5.07 (Wiedervereinigung? Teil I).

### Musik
In dieser Folge findet ein Mozart-Konzert statt. Allerdings handelt es sich nur bei dem ersten der beiden zu hörenden Stücke auch wirklich um ein Werk von Mozart, nämlich um das Dissonanzenquartett. Das zweite Stück, das Sarek zu Tränen rührt, ist hingegen das 1. Streichsextett von Johannes Brahms. Für dieses wären eigentlich sechs statt der gezeigten vier Musiker nötig gewesen.

## Rezeption
Keith DeCandido bewertete Botschafter Sarek 2012 auf tor.com als eine gute Folge von Raumschiff Enterprise – Das nächste Jahrhundert. Die eigentliche Handlung fand er eher schwach. Ebenso kritisierte er, dass die Figur Perrin keinerlei Eigenschaften besitzt, die über ihre Rolle als Sareks Ehefrau hinausgehen. Die Folge wird nach DeCandido aber durch exzellente Einzelszenen wie das Konzert und durch die herausragende Schauspielleistung von Mark Lenard und Patrick Stewart gerettet.
Charlie Jane Anders führte Botschafter Sarek 2014 auf gizmodo.com in einer Liste der 100 besten bis dahin ausgestrahlten Star-Trek-Folgen auf Platz 70.
Edward Cambro erstellte 2017 für die Website screenrant.com eine Liste der 15 düstersten Star-Trek-Folgen und führte Botschafter Sarek darin auf Platz 8.
Eric Diaz erstellte 2017 für nerdist.com eine Liste der 11 besten Folgen von Raumschiff Enterprise – Das nächste Jahrhundert. Botschafter Sarek landete dabei auf Platz 11.
Juliette Harrisson führte Mark Lenard 2017 auf denofgeek.com für seine Leistungen in Botschafter Sarek und Wiedervereinigung in einer Liste der zehn besten Gastdarsteller von Raumschiff Enterprise – Das nächste Jahrhundert auf Platz 1.
Sven Harvey zählte Botschafter Sarek 2017 auf der Website Den of Geek als eine der 25 besten Folgen der Serie Raumschiff Enterprise – Das nächste Jahrhundert.
Mike Bloom zählte Botschafter Sarek 2019 auf der Website hollywoodreporter.com als eine der 25 besten Folgen von Raumschiff Enterprise – Das nächste Jahrhundert.